# Ed Vulliamy
Ed Vulliamy (ur. 1 sierpnia 1954) – brytyjski dziennikarz i reporter, związany z The Guardian i The Observer. Korespondent w Bośni, USA i Iraku.

## Życiorys
Urodzony 1 sierpnia 1954 r. Absolwent Univeristy College School, Hertford College i uniwersytetu we Florencji. Był świadkiem upadku muru berlińskiego, ataków z 11 września i inwazji na Irak w 2003 r. W 1992 roku poinformował świat o istnieniu obozów koncentracyjnych na Bałkanach. Dwa lata później bośniacką wojnę opisał w książce Seasons in Hell: Understanding Bosnia's War. W 1996 roku jako pierwszy dziennikarz w historii zeznawał przed Międzynarodowym Trybunałem Karnym ds. Jugosławii, a w 2011 roku w procesie Radovana Karadžicia w Hadze.
Wyróżniony m.in. James Cameron Award (1994 r.), Amnesty International Media Award, International Reporter of the Year Award (1993 r., 1994 r., 1996 r.), Amnesty International Newspaper reporter of the Year (1992 r.), Granada Television's Foreign Correspondent of the Year (1992 r.) i Foreign Reporter of the Year (1993 r., 1997 r.). W 2013 r. odebrał Nagrodę im. Ryszarda Kapuścińskiego.